# Sparisoma griseorubrum
Sparisoma griseorubrum es una especie de peces de la familia Scaridae en el orden de los Perciformes.

## Distribución geográfica
Se encuentra en Venezuela.